# Aeroportul Awang
Aeroportul Awang (IATA: CBO, ICAO: RPMC) este un aeroport din Datu Odin Sinsuat⁠(d), Maguindanao del Norte⁠(d), Bangsamoro⁠(d), Filipine ce deservește zona Cotabato⁠(d). Aeroportul a fost tranzitat în 2022 de 295.801 pasageri.
Situat la o altitudine de 58 m, aeroportul dispune de o singură pistă. Este operat de Civil Aviation Authority of the Philippines⁠(d).